# Miss Météo (téléfilm)
Pour les articles homonymes, voir Miss Météo.
Pour plus de détails, voir Fiche technique et Distribution.
Miss Météo est un téléfilm québécois réalisé par François Bouvier et diffusé en première le 9 octobre 2005 à Super Écran. 
C'est un film inspiré d'un personnage du film et du livre Maman Last Call. Le scénario est de Nathalie Petrowski et met en vedette Anne-Marie Cadieux. Le film a donné suite à une série télévisée du même nom.

## Synopsis
Le film présente les angoisses existentielles d'une reporter météo plutôt fantasque et imprévisible du Canal M. À quelques jours de la quarantaine, elle est une adolescente attardée, encore célibataire et en quête d'un compagnon de vie sans le savoir.

## Fiche technique
- Titre original : Miss Météo
- Réalisation : François Bouvier
- Scénario : Nathalie Petrowski
- Musique : Michel Corriveau
- Direction artistique : Jean Bécotte
- Décors : Lyne Chénier
- Costumes : Monic Ferland
- Coiffure : Michelle Côté
- Maquillage : Colleen Quinton, Émilie Gauthier
- Photographie : Jean-Pierre Trudel
- Son : Michel Charron, Olivier Calvert, Gavin Fernandes
- Montage : Claude Palardy
- Production : Pierre Gendron, Christian Larouche
- Société de production : Christal Films
- Sociétés de distribution : Super Écran
- Budget : 1,7 million de dollars[1]
- Pays d'origine :  Canada
- Langue originale : français
- Format : couleur
- Genre : Comédie
- Durée : 86 minutes
- Dates de sortie :
  - Canada : 9 octobre 2005
  - Hongrie : 26 juin 2007

## Distribution
- Anne-Marie Cadieux : Myriam Monette
- Patrice Robitaille : François Larivière
- Sophie Prégent : Brigitte Caron
- Maxime Fournier : Max Caron-Duquette
- Frédéric Pierre : Allan Kelly
- Mahée Paiement : Josiane Després
- Gaston Lepage : médecin
- Stéphane Jacques : Germain
- Martin Larocque : gérant de pharmacie
- Renaud Lacelle-Bourdon : Mathieu
- Chantal Baril : dermatologue
- Geneviève Brouillette : Tina Charest
- Béatrice Picard : Ségolène de la Varende
- Stéphane Demers : James Beaulieu
- Alexandre Goyette : livreur de la friteuse